# سرجیو اندریگو
سرجیو اندریگو (به انگلیسی: Sergio Endrigo) (زاده ۱۵ ژوئن ۱۹۳۳-درگذشته ۷ سپتامبر ۲۰۰۵) خواننده ایتالیایی بود.
او نماینده ایتالیا در یوروویژن ۱۹۶۸ بود.